# Monety zaboru pruskiego
Monety zaboru pruskiego – lokalne emisje monetarne bite przez Prusy dla ziem odebranych I Rzeczypospolitej w wyniku rozbiorów lub przyłączonych do Prus w wyniku kongresu wiedeńskiego.

## Monety Prus Wschodnich i Prus Zachodnich

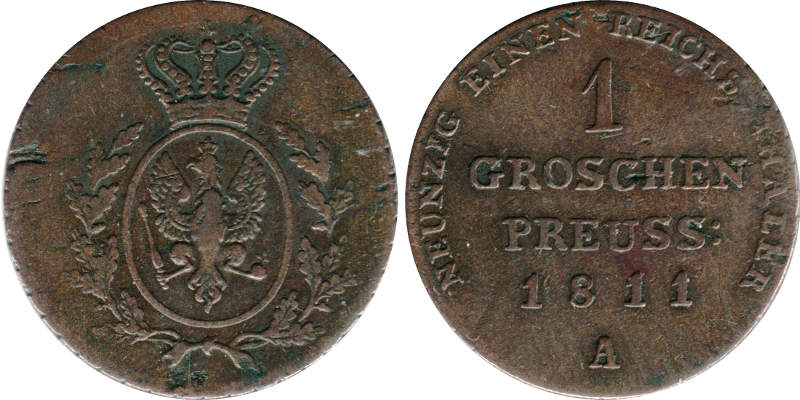
Moneta 1 grosz 1811 bita w Berlinie dla Prus Wschodnich i Zachodnich

Ziemie odebrane Rzeczypospolitej przez Prusy w ramach I rozbioru weszły w skład dwóch nowych prowincji: Prus Wschodnich i Prus Zachodnich. Prusy Wschodnie utworzono w 1772 r. z Warmii – odebranej Rzeczypospolitej oraz Prus Książęcych z wyłączeniem Kwidzyna. Na początku 1773 r. z większości pozostałych ziem Prus Królewskich odebranych w ramach I rozbioru utworzono prowincję Prusy Zachodnie. Obydwie nowe prowincje pozostawały w unii monetarnej. Monetami kursującymi w obiegu były emisje dla Prus Książęcych za panowania Fryderyka II, kontynuowane po utworzeniu nowych prowincji. Monety regionalne były również bite za panowania:
- Fryderyka Wilhelma II (1786–1797)[2] oraz
- Fryderyka Wilhelma III (1797–1840)[2][3] – nieliczne emisje, głównie w miedzi.

W Prusach Wschodnich i Zachodnich pozostał w użyciu system polski sprzed inflacji boratynkowej. Był to, podobny do gdańskiego, gulden dzielony na grosze, szelągi i fenigi. Gulden miał dwukrotnie większą wartość od polskiego złotego i równał się 1/3 talara pruskiego. W obiegu były też 18-groszowe tymfy oraz szóstaki.
Monety były bite dla tych dwóch prowincji głównie w bilonie i zazwyczaj oznaczone napisem:

REGNI PRUSS(iae)

choć najpospolitsze z nich – dytki, czyli trojaki, nie miały żadnego oznaczenia specyfiki terytorialnej. W 1790 r. tradycyjny bilonowy szeląg został zastąpiony monetą miedzianą wielkości polskiego grosza, opisaną tym razem po niemiecku:

I
SCHILLING
PR: SCHEIDE
MÜNZE

Ostatnia groszowa moneta miedziana dla Prus Wschodnich i Prus Zachodnich została wybita z datą 1811.
Pruska reforma monetarna z lat 1821–1826 wprowadziła system dostosowany do tego, który obowiązywał w tych dwóch prowincjach. System lokalny utrzymał się aż do 1839 r., kiedy to, jedno z rozporządzeń wykonawczych do reformy z 1821 r. wycofało z obiegu tymfy i szóstaki.

## Monety Prus Południowych

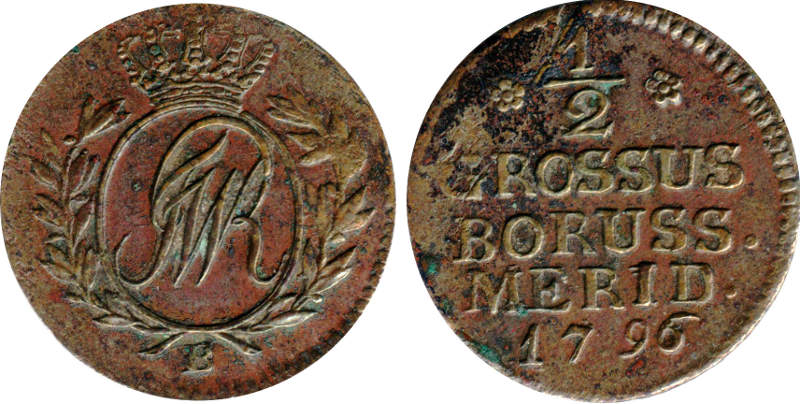
Półgroszówka bita we Wrocławiu dla Prus Południowych

Z ziem odebranych Rzeczypospolitej przez Prusy podczas drugiego i trzeciego rozbioru utworzono nowe okręgi administracyjne Prusy Nowowschodnie (niem. Neuostpreussen) oraz Prusy Południowe (niem. Südpreussen). Prusy Południowe (łac. Borussia Meridionalis) dzieliły się na departament poznański, kaliski i warszawski.
Dla dwóch nowych prowincji rząd pruski wybijał z datą 1796–1798, według menniczej stopy zbliżonej do polskiej, monety miedziane o nominale szelągów, półgroszy, groszy i trojaków. Monety te były bite w mennicach:
- berlińskiej – litera A,
- wrocławskiej – litera B oraz
- królewieckiej – litera E.

Pierwsze monety dla Prus Południowych i Nowowschodnich były wybite w mennicach w Berlinie i Wrocławiu:
- trzygroszówki z legendą BORUSSIAE TRIPLEX (Berlin, Wrocław)[7] oraz
- półgroszówki z legendą REGNI BORUSS (Wrocław)[7].

Wkrótce te mylące napisy skorygowano, decydując się umieścić na monetach nazwę jedynie prowincji Prus Południowych – BORUSS(iae) MERID(ionalis).
Na monetach umieszczono orła pruskiego (przypominającego orła polskiego) – trzymającego w szponach berło i jabłko królewskie. Na groszówkach i trojakach umieszczono popiersie króla Fryderyka Wilhelma II Pruskiego, który zmarł 16 listopada 1797 r. Znane są jednak monety jednogroszowe z umieszczoną datą 1798, będące najprawdopodobniej wynikiem pomyłkowego, tzn. przyspieszonego bicia w roku 1797.
W roku 1799 Prusy Południowe bezpośrednio podporządkowano generalnemu dyrektorium w Berlinie i wprowadzano tam w obieg zwykły pieniądz pruski.
Po pokoju w Tylży w 1807 r. Prusy Południowe weszły w skład Księstwa Warszawskiego.

## Pruska moneta Gdańska

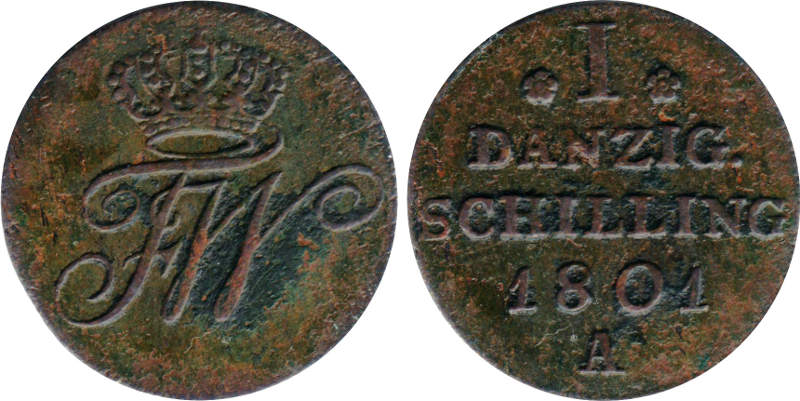
Pruski szeląg Gdańska

W 1793 r. Gdańsk w wyniku II rozbioru, został przyłączony do Prus. Miasto straciło wtedy, posiadane od kilkuset lat, prawo bicia monet. W obiegu były monety pruskie, ale pozostawiono również wszystkie kursujące polskie królewskie monety gdańskie, począwszy od monet Augusta III.
Silne tradycje odrębności Gdańska sprawiły, że mimo jego inkorporacji do prowincji Prusy Zachodnie utrzymał on własny system pieniężny oparty na monetach jeszcze z epoki saskiej. Przejawiało się to oczywiście najsilniej w obiegu monety drobnej, ale także w rachunku pieniężnym, tzw. Wechselgeld dla złota i kurancie gdańskim dla srebra. Wechselgeld oznaczał rachubę na guldeny równe 1/12 „obrączkowego” (czyli nie oberżniętego) dukata holenderskiego i talary równe ¼ tego dukata. Rachunek srebrny – gdański kurant, opierał się na guldenie równym 1/56 grzywny kolońskiej czystego srebra, równym 1/4 talara pruskiego. Trzy takie guldeny tworzyły talar gdańskiego kurantu, jeden zaś dzielił się na 30 groszy po 3 szelągi lub po 18 fenigów. Gulden był więc pochodną polskiego złotego. Gulden był jednak jednostką teoretyczną (obrachunkową), zdewaluowaną w stosunku do realnych guldenów gdańskich z czasów Augusta III.
Gdy kursujący od dawna zasób szelągów w Gdańsku i jego okolicach wymagał uzupełnienia, Rada Miejska wystąpiła z tym do rządu, uzyskując jednorazowe zezwolenie na zamówienie w 1801 r. w mennicy berlińskiej, analogicznych do wschodniopruskich z 1790 r., szelągów miedzianych, wedle stopy: 135 sztuk z grzywny kolońskiej, potem 180. Nie jest jasne czy korekta stopy nastąpiła przed emisją czy w jej trakcie. Na monetach tych umieszczono monogram Fryderyka Wilhelma III i określenie gdańskiej przynależności:

I
 DANZIG(er)
SCHILLING

Pruska ordynacja mennicza z 1821 r. wycofywała z obiegu monety gdańskie.

## Monety Wielkiego Księstwa Poznańskiego

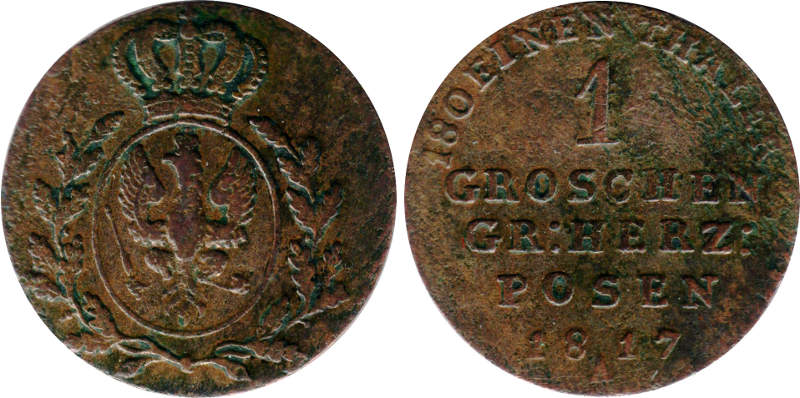
Moneta groszowa Wielkiego Księstwa Poznańskiego bita w Berlinie

Po upadku Napoleona, zgodnie z postanowieniem kongresu wiedeńskiego z roku 1815, część ziem Księstwa Warszawskiego ponownie przekazano Prusom i utworzono z nich Wielkie Księstwo Poznańskie. Księstwo było podzielone na dwie rejencje: poznańską i bydgoską. Stanowiło ono integralną część Prus, ale posiadało pewną autonomię. Do roku 1831 król Prus reprezentowany był przez namiestnika. Faktycznie jednak Poznańskie, mimo powołania namiestnika – ks. Antoniego Radziwiłła i nawet sejmu, zostało zorganizowane jako pruska prowincja, w którą ostatecznie przekształcono je po 1848 roku.
Stosunki pieniężne w Wielkim Księstwie Poznańskim umożliwiały absorpcję pieniądza pruskiego, pod którego wpływem pozostawał ten obszar od lat. Destabilizacja drobnej monety pruskiej na początku XIX w. utrudniała funkcjonowanie jej w poznańskim. Wobec tego, manifestując jednocześnie wykonanie postanowień traktatu wiedeńskiego, król Prus Fryderyk Wilhelm III nakazał wybić w mennicy berlińskiej (literka A) i wrocławskiej (literka B) specjalne monety dla księstwa. W latach 1816 i 1817 wybito miedziane grosze i trojaki, będące równowartością 1/180 i 1/60 talara odpowiednio. Monety były bite na nieco inną stopę niż miedziane monety Rzeczypospolitej i Księstwa Warszawskiego, ale też lżejszą niż fenigi pruskie, tzn. 90 groszy z grzywny miedzi. Nominały odnosiły się do groszy polskich, czego jednak na monetach nie zaznaczono. Groszówka i trzygroszówka powinny ważyć 2,6 oraz 7,8 grama odpowiednio. W rzeczywistości rozrzut wagowy poszczególnych egzemplarzy był znaczny. Monety były dostosowane do stopy groszy miedzianych dla Prus Wschodnich i Zachodnich z lat 1810–1812 (2 grosze poznańskie = 1 grosz wschodniopruski). Były też ściśle wzorowane na miedziakach wschodniopruskich, nosząc na awersie orła na owalnej tarczy, nakrytej królewską koroną i otoczonej liśćmi dębu. Był to herb Królestwa Pruskiego, a nie Wielkiego Księstwa Poznańskiego. Orzeł miał inicjałami FRW na piersi od Fridericus Wilhelmus Rex – rzadko widoczne nawet na dobrze zachowanych egzemplarzach trojaków.
Pruska reforma monetarna z lat 1821–1826 wprowadziła system dobrze dostosowany do polskiego rachunku w poznańskim i dwukrotnie wyższego, staropolskiego, obowiązującego w Prusach Wschodnich i Zachodnich. Grosz poznański odpowiadał monecie dwufenigowej, a trojak poznański półgorszowi srebrnemu. Wobec tego bicie lokalnych emisji było Prusom, nie tylko politycznie, ale i ekonomicznie, zbędne. W reformie tej, poza nazwą złotówka dla 1/6 talara, znikły też, jak się wydaje, lokalne określenia monet.
Po roku 1831 autonomię księstwa ograniczono, a w 1848 zniesiono.

## Pozostałe monety

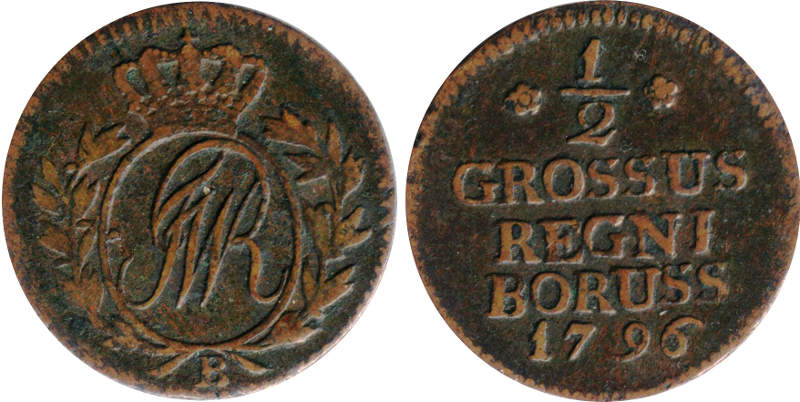
Półgroszówka RegniI Borus bita we Wrocławiu

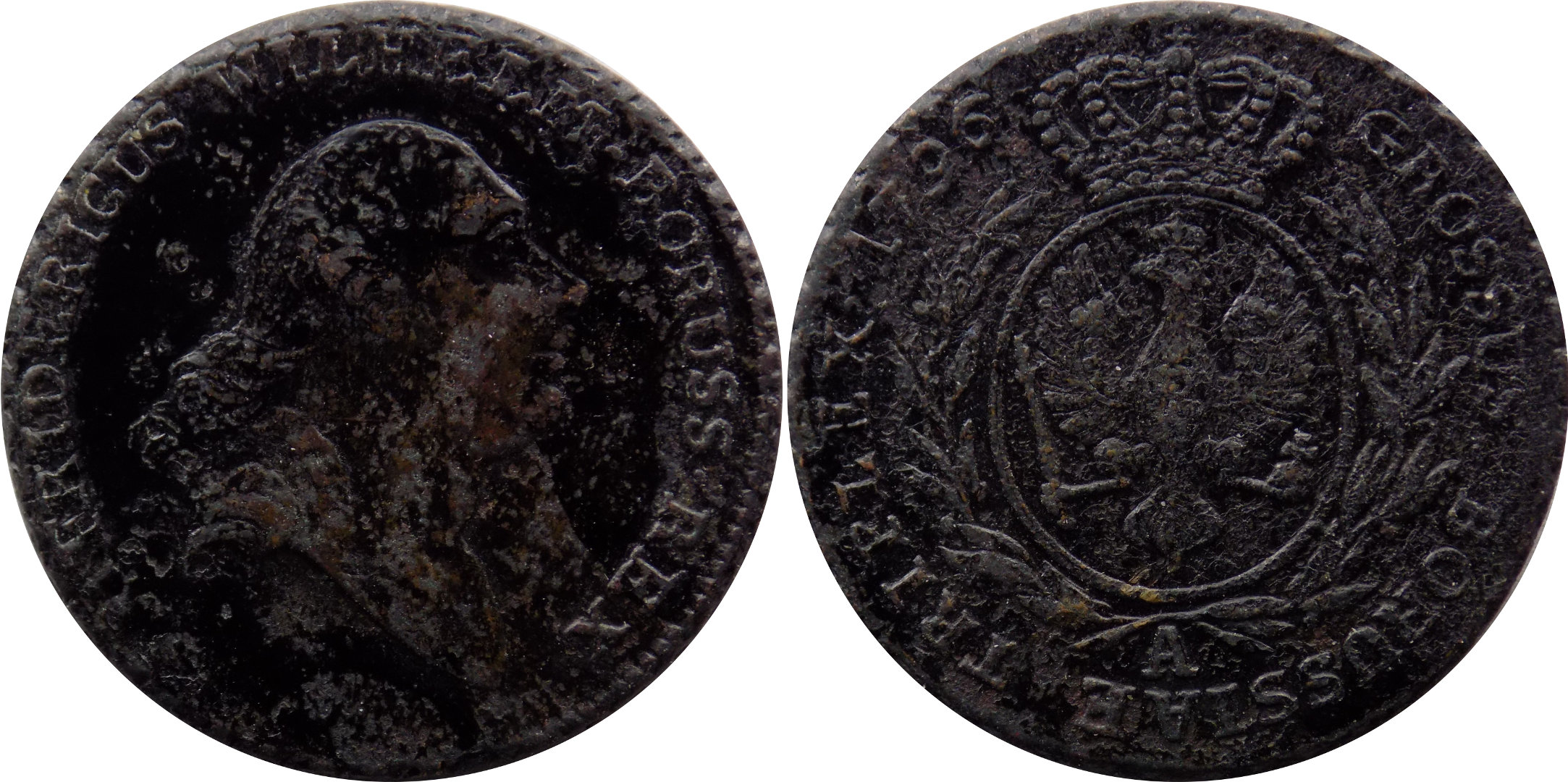
Trzygroszówka Borussiae bita w Berlinie

Do numizmatyki polskiej zaliczane są również trzy monety, będące pochodnymi półgroszówki i trzygroszówki bitych dla Prus Południowych oraz trzygroszówki Wielkiego Księstwa Poznańskiego. Monety te mają identyczne parametry (były bite wg tych samych stóp menniczych) jak ich odpowiedniki występujące na rynku kolekcjonerskim – masę, średnicę, materiał oraz rysunki awersu i rewersu, z jedynie różniącą się legendą:
- ½ grosza – REGNI BORUS zamiast BORUSS(iae) MERID(ionalis)  Osobny artykuł: ½ grosza 1796 B Regni Boruss.
- 3 grosze – BORUSSIAE zamiast BORUSS MERIDIONAL  Osobny artykuł: 3 grosze 1796 Borussiae.
- 3 grosze – PREUSS zamiast GR.HERZ. POSEN  Osobny artykuł: 3 grosze 1816 Preuss.

W opracowaniach dwudziestowiecznych i starszych, jak również w niektóry pracach XXI w. monety te są zaliczane jako emisje dla Prus Zachodnich (i Wschodnich). Jednak we współczesnych publikacjach, będących wynikiem prac badawczych, monety te podawane są jako wczesne, w pewnym sensie błędne emisje swoich właściwych odpowiedników. Dyskusja dotycząca klasyfikacji tych monet toczona jest również intensywnie na forach internetowych. Zasadniczym argumentem za nieklasyfikowaniem tych monet jako bitych dla Prus Zachodnich jest fakt odmienności ordynacji menniczej Prus Wschodnich i Zachodnich od tych stosowanych przy biciu monet dla Prus Południowych i później dla Wielkiego Księstwa Poznańskiego.